# Yankee Doodle Dandy
Yankee Doodle Dandy er en amerikansk musikalfilm fra 1942 instrueret af Michael Curtiz. 

## Om filmen
Filmen er baseret på George M. Cohans liv, selvom ikke alt i filmen  er biografisk korrekt. Han spilles af James Cagney. Cohan selv døde af kræft samme år som filmen havde premiere, men han nåede at se den inden han døde og var tilfreds med Cagneys fortolkning af rollen. 
Filmen, som var stærkt amerikansk patriotisk og lanceret under 2. verdenskrig, blev en stor succes i USA. Filmen modtog tre Oscars: bedste mandlige hovedrolle (James Cagney), bedste musik og bedste lyd. Den var endvidere Oscar-nomineret i flere andre kategorier. I 1993 blev filmen optaget i  Library of Congress' National Film Registry.

## Rolleliste
- James Cagney - George M. Cohan
- Joan Leslie - Mary
- Walter Huston - Jerry Cohan
- Richard Whorf - Sam Harris
- Irene Manning - Fay Templeton
- George Tobias - Dietz
- Rosemary DeCamp - Nellie Cohan
- Jeanne Cagney - Josie
- Frances Langford - sangerinde
- George Barbier - Erlanger
- S.Z. Sakall - Schwab
- Eddie Foy, Jr. - Eddie Foy

## Eksterne Henvisninger
- Yankee Doodle Dandy på Internet Movie Database (engelsk)
- Yankee Doodle Dandy i Svensk Filmdatabas (svensk)
- Yankee Doodle Dandy på AlloCiné (fransk)
- Yankee Doodle Dandy på MovieMeter (nederlandsk)
- Yankee Doodle Dandy på AllMovie (engelsk)
- Yankee Doodle Dandy hos American Film Institute (engelsk)
- Yankee Doodle Dandys profil hos Encyclopædia Britannica Online (engelsk)
- Yankee Doodle Dandy på Turner Classic Movies (engelsk)
- Yankee Doodle Dandy på The Movie Database (engelsk)
- Yankee Doodle Dandy på Rotten Tomatoes (engelsk)
- Filmen på TCM Movie Database